# 大阪管區氣象台

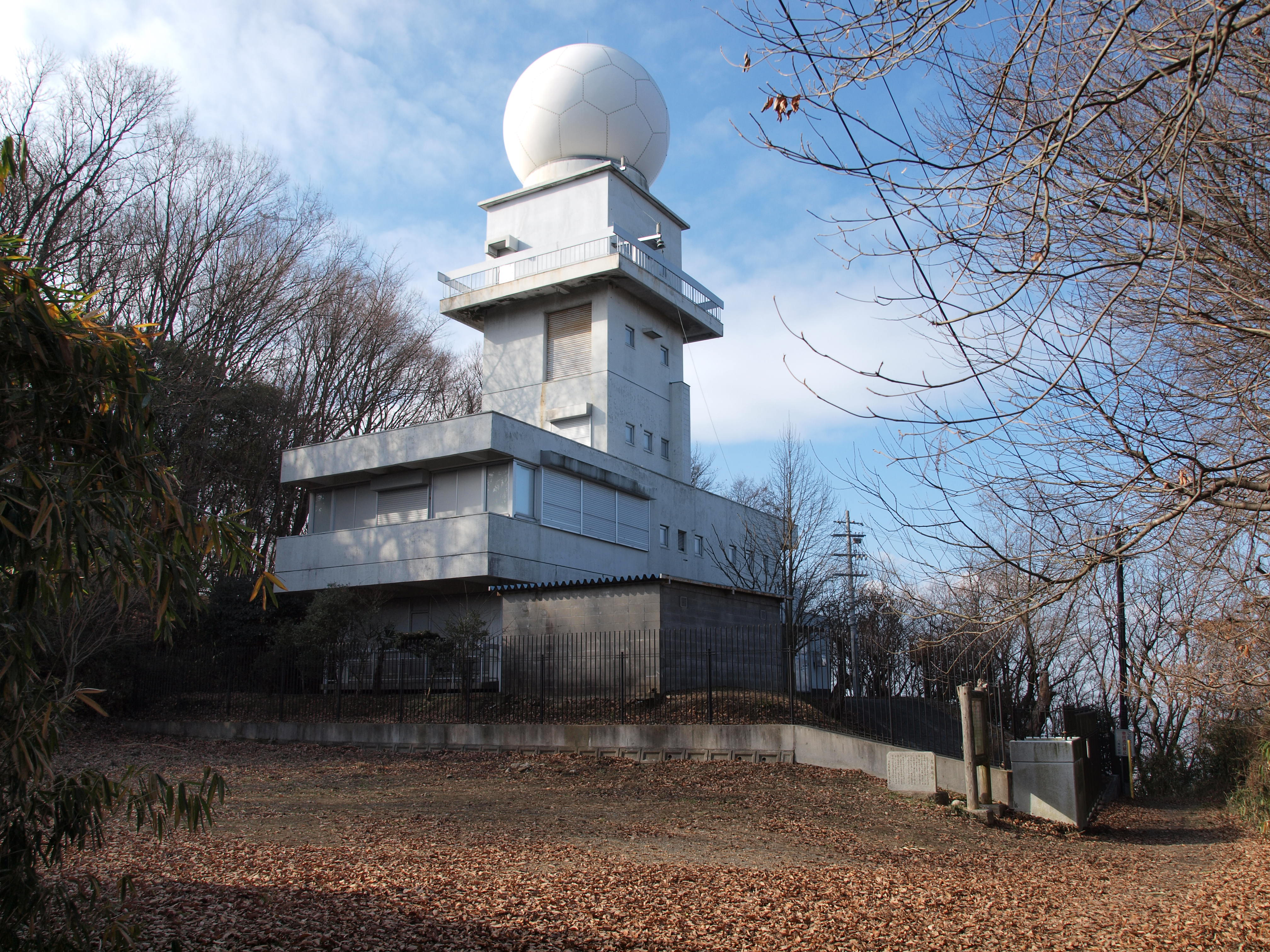
隶属于大阪管區氣象台的高安山气象观测所

34°40′55″N 135°31′06″E / 34.68191°N 135.51823°E
大阪管區氣象台（日语：／ Ōsaka kanku kishōdai */?）是日本氣象廳的一個管區氣象台，位於大阪府大阪市中央區大手前。1882年建立。

## 外部連結
- 大阪管区気象台 （页面存档备份，存于） - 気象庁